# Lesparre-Médoc
 Lesparre-Médoc  es una población y comuna francesa, situada en la región de Nueva Aquitania, departamento de Gironda, en el distrito y cantón de Lesparre-Médoc.

## Demografía
| 3443 | 3563 | 3814 | 4217 | 4661 | 4855 |
| Para los censos de 1962 a 1999 la población legal corresponde a la población sin duplicidades (Fuente: INSEE [Consultar]) |      |      |      |      |      |